# Стара гвардія (фільм, 1941)
«Стара́ гва́рдія» (рос. Старая гвардия) — радянський короткометражний художній фільм Сергія Герасимова, знятий в 1941 році на кіностудії «Ленфільм».

## Сюжет
Провівши синів на фронт влітку 1941 року, старі-пенсіонери замінюють їх біля заводських верстатів…

## У ролях
- Борис Пославський — батько
- Борис Блінов — син сталевара
- Петро Кириллов — епізод
- Олена Кириллова — епізод

## Знімальна група
- Автор сценарію: Семен Полоцький, Матвій Тевельов
- Режисер: Сергій Герасимов
- Оператор: Мойсей Магід
- Художник: Семен Мейнкін
- Звукооператор: Захар Залкінд